# Sanguisorba applanata
Sanguisorba applanata är en rosväxtart som beskrevs av Tse Tsun Yu och C.L. Li. Sanguisorba applanata ingår i släktet storpimpineller, och familjen rosväxter. Utöver nominatformen finns också underarten S. a. villosa.